# Wiki Mode
Der Wiki Mode wurde 2001 von Alex Schröder entwickelt und ist ein Modus, der die Bearbeitung von Webseiten mit Emacs im Stile von Wikis ermöglicht.
Neben dem Wiki Mode gibt es auch noch den Emacs Wiki Mode von John Wiegley, der auf diesem basiert. Seit dem 7. September 2004 wird der Emacs Wiki Mode von Michael Olson gepflegt.
Der Simple Wiki Mode von Alex Schröder war ursprünglich nur zum Bearbeiten von Wiki-Quelltexten gedacht, hat sich aber mittlerweile zum ernsthaften Konkurrenten der beiden anderen Modi für Wikitexte gemausert. Der Simple Wiki Mode ist Teil von http-emacs.
Das Wiki Mode hat viele Anwendungen:
- Es wird benutzt, um Linksammlung zu verwalten.
- Es erleichtert die Pflege und das Gestalten vom Webpräsenzen.
- Es kann als Backend für Planner eingesetzt werden.
- Mit Hilfe von Zusatzsoftware ist es für die Verwaltung einer Weblog geeignet.